# ضیاءالدین نخشبی
ضیاءالدین نَخشَبی، نویسنده پزشک ایرانی و از مردم نخشب فرارود، (زاده در نخشب یا بقولی دهلی در هند به سال ۷۵۰ هجری قمری) و از پارسی‌گویان هند بود.
ضیاءالدین همچنین عارف و یکی از مریدان شیخ فریدالدین تاگوری از قطبهای سلسله چشتیه بوده‌است.
وی کتاب‌های بسیاری را از هندی به فارسی ترجمه کرد از جمله کتاب «طوطی‌نامه» که عبارت از یک رشته حکایاتی است به سبک هزار و یک شب؛ و دیگر «سلک‌السلوک» کتابی عرفانی در بیان مراحل و مراتب سلوک و شامل یک مقدمه و یکصد و پنجاه و یک سلک و «عشره مبشره» کتابی دربارهٔ ده نفر از اصحاب پیامبر اسلام است که طبق حدیثی از محمد، به آنان مژده رفتن به بهشت داده شده‌است و «جزئیات و کلیات (چهل ناموس)» مجموعه ای از مقالات آمیخته با نظم و نثر فارسی و دربارهٔ جسم آدمی است. این کتاب به چهل بخش (ناموس) تقسیم شده‌است و «شرح دعای سریانی» متن سریانی آن را ابن‌عباس به عربی ترجمه کرده که اصل آن سوره ای در زبور بوده‌است. نخشبی متن عربی آن را ترجمه و شرح کرده‌است و «افسانۀ گلریز» داستانی عاشقانه آمیخته با نظم و نثر است که ضیاالدین نخشبی آن را در سال ۷۵ ه‍.ق به نثر روان آمیخته به نظم و با مایه ای عرفانی نوشته‌است. نسخه منحصر به فرد این اثر به شماره ۳۷۳۴ در کتابخانه مرعشی نجفی در قم نگهداری می‌شود. این دست نوشته به قلم نویسنده، به خط نستعلیق در ۲۴۴ صفحه (۱۲۲ برگ) کتابت شده‌است. از دیگر آثار نخشبی می‌توان «لذت النساء» را نام برد که ترجمه‌ای از یک کتاب هندی و درباره تتمع زنان و آداب معاشرت با زنان نوشته شده. گویا نخشبی به دستور حاکم وقت این کتاب را ترجمه کرده‌است.
ضیاءالدین نخشبی در نیمه دوم سدهٔ هفتم هجری در نخشب از سرزمین‌های فرارود زاده شد. آموزش‌های نخستین او در نخشب انجام شد و دز نوجوانی به هندوستان رفته در بدایون نشیمن گزید. این دوره هم‌زمان با چیرگی تیمور لنگ بر ایران و سرزمین‌های پیرامونی بود که باعث مهاجرت گستردهٔ دانشوران و صوفیان از ایران به هند شد.